# 台州府
台州府，中国明清时设置的府。

台州府在浙江省的位置（1820年）

明朝洪武初年，改台州路置，治所在临海县（今浙江省临海市）。属浙江承宣布政使司。初领五县：临海县、黄岩县、天台县、仙居县、宁海县。成化年间，以黄岩县和温州的乐清县地，析置太平县。终明一朝，共领六县，辖境约当今浙江省临海、台州、温岭、仙居、天台、宁海、象山等市县地。1912年废。

## 延伸阅读
[在维基数据编辑]
 《欽定古今圖書集成·方輿彙編·職方典·台州府部》，出自陈梦雷《古今圖書集成》